# الإسلام في بوليفيا
بوليفيا هي دولة ذات أغلبية مسيحية، ويمثل المسلمون أقلية صغيرة جدًا. بسبب الطبيعة العلمانية لدستور بوليفيا، يتمتع المسلمون بحرية التبشير وبناء دور العبادة في البلاد. تقدر إحصائيات الإسلام في بوليفيا عدد السكان المسلمين بحوالي ألفي نسمة، أي ما يمثل 0.017% من إجمالي السكان البالغ 11,220,000 نسمة.
في عام 2004، تأسس أول مسجد سني رسمي في لاباز وهو مسجد يبل النور، ولا يزال المسجد ممولًا ذاتيًا وله علاقات وثيقة مع المركز الإسلامي البوليفي السني في سانتا كروز، بالإضافة إلى ذلك، يخدم مسجد السلام أتباع السنة والشيعة على حد سواء ويتمتع بالاتصالات والدعم المالي من مصادر مختلفة.

## وصول الإسلام
عرفت بوليفيا الإسلام منذ القرن الخامس الهجري.. عندما هاجر إلى هناك عدد من الأفارقة. لذا فإن الإسلام هو أول دين سماوى عرف في هذه المنطقة من العالم.. وقد أعجب سكان بوليفيا وهم من الهنود الحمر بأخلاق المسلمين وصدق معاملاتهم.. فقّربوهم إليهم وقامت بينهم علاقات تزواج ومصاهرة.. حيث ظهر جيل جديد من المسلمين الذين حفظوا القرآن الكريم. وأدوا شعائر دينهم الحنيف في حرية وعلنية.. جذبت الهنود الحمر لاعتناق الإسلام. ونظراً لأن الأفارقة الذين هاجروا إلى بوليفيا. كانوا يعيشون في بلادهم في ظل نظام قبلى. فقد أدى ذلك إلى توأمة مشاعر الأفارقة والهنود الحمر.
وعندما خضعت بوليفيا للمستعمر الأسبانى من عام 1538م -1825م، عملت أسبانيا على تقليص الوجود الإسلامي هناك.وعاش المسلمون في بوليفيا في حالة من الاغتراب الدينى لمدة 287 عاما، وباندثار الأجيال المسلمة الأولى وضمور مؤسسات الدعوة تم تغريب الأجيال المسلمة حتى أصبح الوجود الإسلامي مجرد شكل بلا مضمون جوهرى.
كما بدأت هجرة المسلمين الثانية في الربع الثاني من القرن العشرين، وكان أقدم مهاجر مسلم هو إسماعيل عقيلي من أصل فلسطيني، هاجر إليها في سنة 1339هـ – 1920م – حيث وصل إلى مدينة كوتشابامبا، وترك أسرة كبيرة العدد، ثم زادت الهجرة الإسلامية إليها حتى وصل عدد المسلمين إلى حوالي 700 مسلم. تبعته عائلة عمرو المتمثلة في محمود عمرو، وعندما بدأ محمود يتحدث اللغة الإسبانية بدأ يناقش غير المسلمين ويدعوهم إلى الإسلام.
وعندما تعرف إلى بعض المسلمين خاصة القادمين من آسيا، بدأ يجمعهم في العيدين، ثم بدأ يدعوهم لصلاة الجمعة والجماعة في بيته لمدة 11 سنة حتى تمكن من تسجيل أول مؤسسة إسلامية بوليفية وهي (المركز الإسلامي البوليفي) كمؤسسة إسلامية ثقافية دينية اجتماعية ورياضية في مدينة سانتاكروز، كان ذلك عام 1989م ووقع رئيس الجمهورية على الشخصية القانونية للمركز عام 1989م.
وبالرغم من أن التاريخ الإسلامي في بوليفيا يعود إلى عشرة قرون إلا أن الجهل بالمفاهيم الإسلامية في هذه المدة جعل حجم الأقلية المسلمة ضئيل للغاية، وانتشرت بعض المفاهيم المغلوطة، التي كان من أفدحها - تقديس الأم - لأنهم نقلوا عن أجدادهم أن الجنة تحت أقدام الأمهات. ومن هنا ظهرت الأمومة الدينية وأصبحت الأم هي القائمة بأمور الوعظ. وقد شاعت هناك الأمومة المعنوية التي تتطلب أن تقوم إحدى السيدات بتوجيه النصائح للأجيال من أحفاد المسلمين.والتبرك بهذه السيدة باعتبارها وسيلتهم للخلاص من الذنوب. وقد تم ترشيد ذلك مع بدء تدفق الهجرات العربية والإسلامية خاصة من بلاد الشام.ويعدّ عام 1920 ميلادية هو عام تصحيح وترشيد الدعوة الإسلامية في بوليفيا.
قد أشار أحد التقارير إلى حقائق تاريخية مهمة أكدت أن الإسلام هو أول دين سماوى اعتنقه سكان بوليفيا، وأن المؤسسات المعادية للإسلام والمسلمين قامت بحجب المعارف الإسلامية الصحيحة عن المسلمين، كما أنهم نشروا بينهم الأخطاء مما أدى إلى تقليص الوجود الإسلامي في بوليفيا.

## مناطق وأحوال المسلمين
يعيش المسلمون في عدة مدن، منها لاباز العاصمة، وبها حوالي نصف عدد المسلمين، وتعيش جالية مسلمة في مدينة سنتاكروز، وفي مدينة كوتشاباميا، ولقد اعتنق عدد من أهل البلاد الإسلام، ومنهم عبد المؤمن أحمد بن قنصل بوليفيا السابق في المملكة المغربية، وهناك عدد آخر غيره من الوطنيين، ولكن الأقلية المسلمة تعاني من الاضطهاد الصليبي، لذلك يكتم البعض إسلامه، وهذا الاضطهاد ظل باهتا من بقايا التفتيش الأسبانية بأمريكا الجنوبية.
بالرغم من أن الأقلية المسلمة مازالت في المهد من ناحية العدد إلا أن بوليفيا تشهد يقظة إسلامية، حيث بلغ عدد المسلمين أكثر من 150ألف نسمة، وتتوقع المؤسسات الإسلامية العالمية زيادة أعدادهم في السنوات القليلة المقبلة.
وحسبما جاء على لسان مدير المركز الإسلامي في سانتا كروز:"أن أحوال المسلمين تتحسن شيئاً فشيئاً، وأنه في بداية عمله الدعوي بدأ بالبحث عن المسلمين في بوليفيا ثم عن المؤسسات الإسلامية في الدول المجاورة ثم المؤسسات الإسلامية الدولية والعالمية للتعاون معها وطلب مساعدتها مادياً ومعنوياً، وتبرع بعض الأصدقاء من أهل الخير والإحسان في بوليفيا والدول المجاورة خاصة مسلمي تشيلي.

## الهيئات والمؤسسات الإسلامية
تمكن المسلمون في بوليفيا من إنشاء أول مركز إسلامي تأسس عام 1989م قام بتأسيسه مسلم فلسطيني الأصل  في العاصمة «لاباز» كما أسسوا مراكز إسلامية في مدن «كوتشا- بامبا» و«سوكرى»، وقد أوضحت الدراسات أن مدينة «سوكرى» كانت من أهم المدن الإسلامية في بوليفيا، ونظراً لكثرة المساجد والمدارس الإسلامية بها عرفت باسم «سوق كرا» ويلاحظ أن كلمة «سوق» كلمة عربية خالصة، وأن كلمة «كرا» كلمة أفريقية مشتقة من العربية ومعناها «القارئ» أي أن هذه المدينة عرفت باسم «سوق القراءة» لكثرة الكتب الموجودة بهذه المدينة حيث كان الكتاب الإسلامي أكثر من السلع رواجاً في هذا الجزء من العالم.
أُنشئت الجمعية الإسلامية في بوليفيا - لاباز عام 2005م وهي مؤسسة إسلامية سنية، تقوم بالعمل الدعوي، حيث تقوم بتوفير سبل الدعم الكامل لجميع الأخوة الدعاة من الداخل ومن يزور بوليفيا من دول شتى لنشر الدعوة الإسلامية.
كما أن هذه الجمعية تتولى حماية المسلمين ومساعدة المسلمين الجدد من البوليفيين، ومقارنة مع المسلمين ببعض دول أمريكا اللاتينية، فنحن مجتمع مسلم قليل، ولكن توجد عندنا ظاهرة جيدة لا توجد في الدول الأخرى ألا وهي أن حوالي 70% من المسلمين من سكان البلد المعتنقين للإسلام، منهم حوالي65% من الأخوات المعتنقات للإسلام والملتزمات بالحجاب الإسلامي.حقيقة المسلمين الجدد هم قلة، ولكنهم يحملون هم الدعوة ويسعون لنشر الإسلام.
كما أن هناك مسؤولية تجاه العمل الإسلامي الدعوي في بوليفيا يتحملها طرفان المراكز الإسلامية والدعوية في بوليفيا ومثيلاتها في العالم العربي والإسلامي تتمثل في واجب العمل المشترك مع جميع المؤسسات الإسلامية على نشر الإسلام والثقافة الإسلامية الصحيحة وذلك بإعطاء ندوات ودروس للمسلمين وغير المسلمين.
ويعد توحيد صفوف المسلمين في بوليفيا من أولويات الجمعية الإسلامية وذلك بالتنسيق مع جميع المؤسسات الأخرى التي ترشد وتوعي أبناء الجالية المسلمة عبرالسبل والأهداف التالية:
1. -السعي على بناء جيل جديد من الدعاة وتعليمهم سبل النهوض والأسلوب الحسن والحكيم لوضع البذرة الأولى في قلوب الناس الذين يسمعون لدرس أوعظة في دين الإسلام.
2. - تنظيم محاضرات في الجامعات وفي المدارس ومقابلات مع أجهزة المذياع والتلفاز.
3. -المشاركة في إقامة حوارات الأديان على مستوى عالٍ للتعريف بالإسلام.
4. -دعوة آباء الأخوة والأخوات المعتنقين للإسلام لزيارة المسجد لارشادهم وشرح الصورة الصحيحة للدين الإسلامي الذي يعتنقه أولادهم.
5. -الشرح السليم للإسلام البعيد عن التعصب والمذهبية التي ينهجها بعض من الأقلية المسلمة انطلاقا من عاداتهم وأعرافهم التي جلبوها من أوطانهم الأصلية والتي لاأساس لها في ديننا الإسلامي، والتي أعطت صورة سيئة وسلبية لكثير من الناس التي تحب معرفة الإسلام.

## المساجد والمدارس الإسلامية
أسس المسلمون في بوليفيا حضارة إسلامية راقية.. تمثلت في بناء عدد لابأس به من المساجد الصغيرة ومدارس تحفيظ القرآن الكريم.كما أسسوا مجتمعات مستقرة وقاموا بتعمير الأرض وإستثمار ميراثها لصالح الجميع من سكان بوليفيا. كما انتعشت التجارة والزراعة والثروة الجيوانية في ظل الوجود الإسلامي.
وقد استخدم المسلمون في بوليفيا التكنولوجيا المحلية في تشييد المساجد والدور. ونقلوا إلى بوليفيا من الزخرفة الإسلامية. حيث نقشوا العديد من الآيات القرآنية الكريمة على الأمجاد. وزينوا الأحجار بالنقوش النباتية. ومازالت هذه الآثار الإسلامية باقية حتى اليوم في بوليفيا والمناطق المجاورة لها. كوثيقة حيّة تشهد بالوجود الإسلامي منذ وقت مبكر.
يوجد في بوليفيا مسجد (العمرين) التابع للمركز الإسلامي، وهناك مصلى للشيعة في مدينة لاباز، وهم قلة قليلة وأغلبهم بوليفيون، كما يوجد مصلَّى للسنة في مدينة سوكري. ويصل عدد المصلين يوم الجمعة إلى أكثر من خمسين مصلياً. ويصل عدد المسلمين في بوليفيا إلى حوالي 15000 مسلم وأغلبهم في مدينة سانتا كروز ومدينة لاباز. وفي الأعوام الأخيرة ارتفعت نسبة المسلمين الجدد من أصل بوليفي، وخاصة بعد أحداث 11 سبتمبر، وهم أكثر نشاطاً في الدعوة من المسلمين المهاجرين.

## الصعوبات والتحديات
كثيرة هي العقبات تواجه المسلمين في بوليفيا مثل أكثر المجتمعات المسلمة التي تعيش في بلاد الغرب، نظرا لقلة الدعاة والمساجد، وعدم وجود مدارس إسلامية بالإضافة إلى عدم وجود مقبرة إسلامية، فهم إلى الآن يدفنون موتاهم في مقابرالنصارى. كما أن هناك تجاهل كبير من طرف الدول العربية والإسلامية والمنظمات الدعوية اتجاه المسلمين في بوليفيا، وذلك بسبب تقصيرهم وعدم التواصل مع الأقليات المسلمة التي تتشوق وتتعطش لمعرفة الدين الإسلامي. وخاصة أن ما يعرفونه عن الإسلام يكون في أكثر الأحيان معرفة مشوهه وغير حقيقية.
فعندما خضعت بوليفيا للمستعمر الأسبانى من عام 1538م -1825م، عملت أسبانيا على تقليص الوجود الإسلامي هناك.وعاش المسلمون في بوليفيا في حالة من الاغتراب الدينى لمدة 287 عاما، وباندثار الأجيال المسلمة الأولى وضمور مؤسسات الدعوة تم تغريب الأجيال المسلمة حتى أصبح الوجود الإسلامي مجرد شكل بلا مضمون جوهرى.
إن حوالي 80 % من الجالية العربية في بوليفيا من فلسطين وخاصة من مدن القدس وبيت لحم و10% من لبنان و10% من الدول العربية الأخرى. وأكثر العرب المهاجرين إلى بوليفيا من الدين النصراني حوالي 95% وقليل منهم من المسلمين مثل عائلات أبو خضير، طه، يس، شقير وإبراهيم وعائلات أخرى، وأكثرهم تنصروا وذابوا في المجتمع البوليفي وخاصة عند زواجهم من نصرانيات، حيث عمدِنَّ أولادهنّ في الكنائس ً لعدم وجود أي داعية إسلامي في ذلك الوقت.
أن أكبر المشاكل التي تواجه المسلمين في بوليفيا انتشار البروتستانت، حيث كانت نسبة الكاثوليك في بوليفيا 95% وهذا العدد أصبح في تناقص مستمر، بينما نسبة البروتستانت الإنجيليين بدأت تتكاثر وتنمو بسرعة البرق داخل الحقل الديني المسيحي البوليفي، وهو ما يقلق الجالية المسلمة، ولهذه الطائفة علاقة قوية مع اليهود وهم أقوياء اقتصادياً ويملكون أكبر محطة إعلامية وهي: ATB القناة الخامسة، كما يمتلكون مجلة كوساس الأسبوعية ومن خلال منابرهم الإعلامية محاولين صرف الشعب البوليفي البسيط عن التعاطف مع العرب والمسلمين ..
ويبرز التحدي امام الأقلية المسلمة، فلقد حاول بعض المسلمين نشر تعريف الإسلام في إحدى الصحف اليومية، فرفضت الصحيفة خوفا. وفي بوليفيا أكثر من آربعة آلاف يهودي وهؤلاء يشكلون مصدرا آخر للتحدي ولهم تأثيرهم على وسائل الإعلام، ومن أولويات متطلبات أبناء الأقلية المسلمة في بوليفيا إنشاء مركز إسلامي في العاصمة لاباز، وإنشاء مدرسة إسلامية لتعليم أبناء الجالية المسلمة، ومن متطلباتهم إمام بجيد الإسبانية.
ما أن التدخل الأمريكي بزعم بمحاربة الإرهاب، من أكبر المشكلات التي تواجه المسلمين في بوليفيا، ففي مقال للصحفية نورا زميت نشرت في فوكس نيوز خبراً بعنوان ”بوليفيا تتحول إلى بؤرة للتطرف الإسلامي” بناءً على تقرير للاستخبارات الأمريكية نُشر عام 2009م حول المسلمين البولفيين، ذكرت في معرض وصفها للخطر المحتمل الذي يشكله تقدم ”الإرهاب” في الوسط الغربي عبر سلوكيات ”معادية لأمريكا” للمسلمين البولفيين، العلاقات المتوترة بين الحكومة اليسارية البولفية و واشنطن[ ؟ ] والعلاقات مع إيران. وكشف أحد الموظفين السريين بالاستخبارات الأمريكية لفوكس نيوز أن هناك نظرية تقول بأن أهل أمريكا[ ؟ ] اللاتينية بأفكارهم ومشاربهم اليسارية التي ظهرت في السنوات الأخيرة يمكن أن يكونوا أكثر تقبلا للخطابات المعادية لأمريكا.
و في مقال له في يناير 2009 بعنوان ”بوليفيا، إسرائيل والمسلمون” ذكر أحد الكتاب البوليفيين اليمينين المقرّبين من الولايات المتحدة:«أن أقرب الناس للسكان الأصليين هم العصابات الإسلامية المتطرفة»- خسئ وخاب-. لهذا فهو لا يستغرب أن يربط العرب علاقات مع موراليس، لأنهم يروا في السكان الأصليين أداة بشرية لنشر الجهاد. قبل أن يختم قائلا: ”الهمجية المسلمة تتلاءم إلى حد كبير مع –الألتيبلانيكو- السكان الأصليين.
ومن المصاعب التي تواجهم أيضاً مشكلة عدم التقارب والانسجام بين المسلمين في بوليفيا، فعلى سبيل المثال هناك مسلمین فی مدینة كوشا بامبا لكن مسجد سانتا كروز يرفض الاعتراف بهم أو مساعدتهم، حتى انهم لایريدون إضافة اسم مسجد النور الموجود فی لاباز أو إضافته إلى موقعهم الإلكترونى وذلك لأن بعض المسؤلین فی المساجد أصبح لهم هدف مادی وهو الاستحواذ على التبرعات التی تأتی من الخارج واستغلالها لصالحهم.

## انظر ايضًا
- بوليفيا